# Erebia triarius
Erebia triarius är en fjärilsart som beskrevs av De Prunner 1798. Erebia triarius ingår i släktet Erebia och familjen praktfjärilar. Inga underarter finns listade i Catalogue of Life.

## Bildgalleri

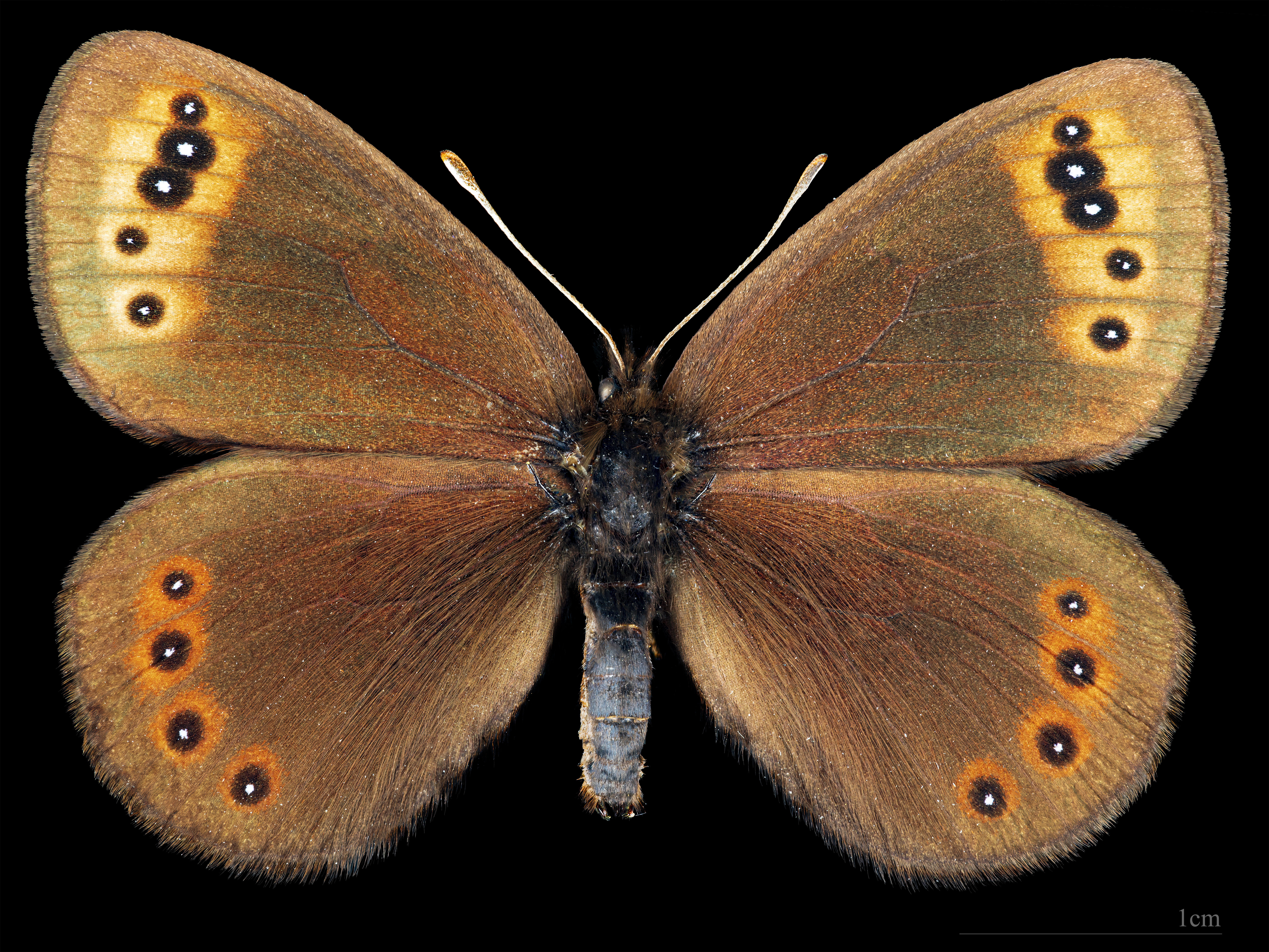
Erebia triarius ♂
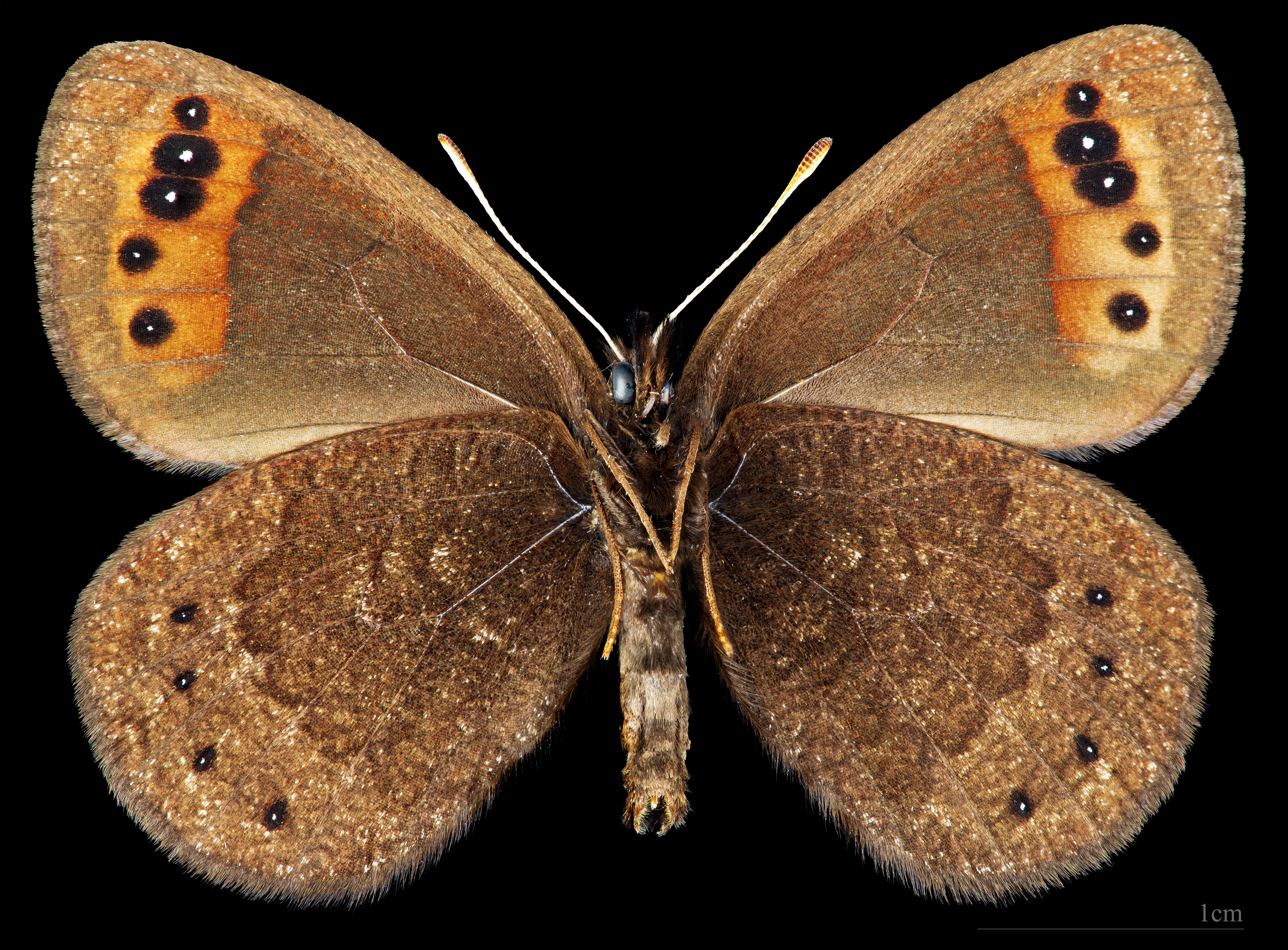
Erebia triarius ♂  △
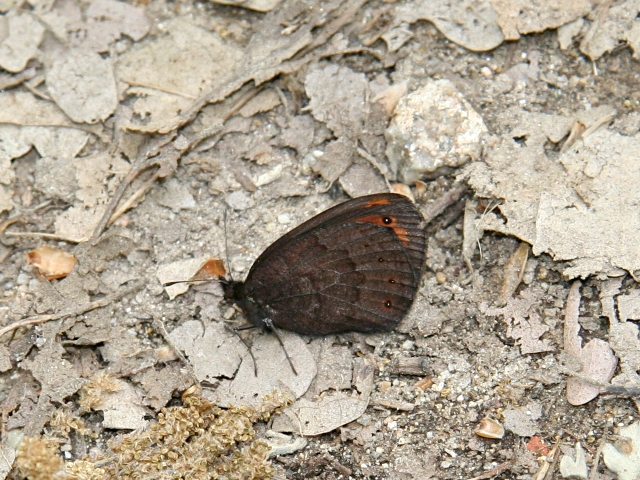